# Лещинський Яків
Яків Лещинський (Яаков) (1876, Городище, Київська губернія, — 1966, Єрусалим), єврейський соціолог, економіст і громадський діяч.

## Біографія
В юності під впливом Ахад-ха-Ама вступив в Бней-Моше і разом з братом Йосипом (1884—1985) заснував в Городищі школу з викладанням на івриті. Закінчивши освіту в університетах Берна і Цюриха, повернувся в Росію, де згодом став одним із видних діячів партії сіоністів-соціалістів. Брав участь в 6-му Сіоністському конгресі (1903), на якому став прихильником територіалізму. В 1903 р. з'явилася стаття Лещинського на івриті «Статистика шел аяра ахат» («Статистика одного містечка»), перше дослідження в цій царині, а в 1906 р. — дві роботи на ідиш, написання з марксистських позицій, — «Дер ідішер арбетер ін Лондон» («Єврейський робочий в Лондоні») і «Дер ідішер арбетер ін Русланд» («Єврейський робочий в Росії»). Відійшовши в цей час від партійної діяльності, Лещинський виконав два важливих дослідження — про статистичні і соціологічні аспекти переходу євреїв у християнство в різних країнах (1911) і про демографічні процеси в німецькому єврействі (1912). Деякий час (до 1914 р.) Лещинський очолював бюро праці ОРТ для єврейських біженців у Варшаві, а після Лютневої революції 1917 р. в Росії узяв участь в заснуванні Об'єднаної єврейської соціалістичної робочої партії і був членом редколегії її офіційного журналу «Найє цайт». В 1917 був членом Української Центральної Ради в Києві.
В 1921 р. Лещинський покинув Україну, поселився в Берліні і повністю присвятив себе науковій роботі. В 1922 р. вийшла його книга на їдиш «Дос ідише фолк ін ціферн» («Єврейський народ в цифрах»), присвячена демографічним процесам в світовому єврействі; в 1926 р. — на німецькій мові «Проблема руху народонаселення у євреїв»; в 1927 р. — на ідиш «Ді ідіше вандерунг фар ді лецте 25 йор» («Міграції євреїв за останні 25 років»); в 1929-30 рр. — на німецькій мові «Міграції і перегрупування єврейського народу за останні сто років», і в 1932 р. — на німецькій мові «Економічна доля німецького єврейства». Ці роботи заклали основи єврейської наукової соціології і демографії. Велику увагу в дослідженнях цього періоду Лещинський приділяв аналізу економічного стану великих єврейських общин країн Європи, ненормальності їх господарської структури і слабості корінь в національній економіці країн їх проживання. В цей же період він редагував журнал на ідиш «Ідіше економік ун статістік» і керував відділом економіки і статистики ІВО.
Відразу після приходу Гітлера до влади в Німеччині Лещинський в кореспонденції, опубліковані в газеті «Нью-Йорк Таймс» 26 березня 1933 р., попереджав, що тільки страх перед зарубіжної суспільною думкою спонукає нацистів тимчасово відкласти плани масового знищення євреїв. Заарештований за цю кореспонденцію нацистською владою, Лещинський був висланий із Німеччини, і оселився в Варшаві (1934), але в 1937 р. був висланий і із Польщі за публікацію даних про злиденний стан євреїв в цій країні. В 1938-59 рр. Лещинський жив в Нью-Йорці і очолював відділ економіки і статистики в Інституті єврейських проблем при Всесвітньому єврейському конгресі. В 1941 р. вийшла його книга на ідиш «Дос совєтіше ідентум» («Радянське єврейство»; перекладена в 1943 р. на іврит), одне із перших серйозних досліджень цієї з найбільших єврейських общин світу, згодом перші фундаментальні роботи про Катастрофу — на ідиш «Ді ідише катастрофе» («Єврейська катастрофа», 1944), «Ойфн ранд фум опгрунт» («На краю безодні», 1947) і англійською мовою «Кризис, Катастрофа і виживання: єврейський балансовий звіт, 1914—1948» (1948).
В 1959 р. Лещинський переїхав до Ізраїлю і привіз із собою цінне зібрання книг і документів, які йому удалось зберегти в своїх мандрах (зберігається в Єврейській національній і університетській бібліотеці).